# Bullet Train (película)
Bullet Train (Tren bala en Hispanoamérica) es una película de thriller y acción estadounidense de 2022 dirigida por David Leitch a partir de un guion de Zak Olkewicz y producida por Antoine Fuqua, quien inicialmente concibió la película. Se basa en la novela Maria Beetle de 2010 de Kōtarō Isaka. La película está protagonizada por Brad Pitt como un ex asesino que debe luchar contra otros asesinos mientras monta una versión ficticia del Tokaido Shinkansen. Además de Pitt, la película está protagonizada por un elenco que también incluye a Joey King, Aaron Taylor-Johnson, Brian Tyree Henry, Andrew Koji, Hiroyuki Sanada, Michael Shannon, Bad Bunny y Sandra Bullock.
El rodaje comenzó en Los Ángeles en noviembre de 2020 y finalizó en marzo de 2021. Bullet Train se estrenó en París el 18 de julio de 2022 y fue estrenada en cines en los Estados Unidos el 5 de agosto de 2022 por Sony Pictures Releasing.

## Argumento
En Tokio, el afligido padre Yuichi Kimura busca venganza después de que un asaltante desconocido empuja a su hijo desde un tejado. Mientras tanto, al ex asesino "Ladybug" se le asigna recuperar un maletín de un tren bala con destino a Kioto. También en el tren están Yuichi, una joven llamada "Príncipe" que atacó a su hijo, dos hermanos asesinos llamados "Limón" y "Mandarina" asignados para escoltar el maletín, y el hijo de un jefe ruso de la Yakuza conocido como el "Muerte blanca". Ladybug recupera el maletín, pero es atacada por otro asesino llamado "Wolf", quien culpa a Ladybug por envenenar fatalmente a toda su fiesta de bodas. El ataque con cuchillo de Wolf fracasa y resulta en su propia muerte. Ladybug guarda el maletín. Mientras tanto, el Príncipe le revela a Yuichi que ella empujó a su hijo desde el techo para atraerlo al tren como parte de un elaborado plan para asesinar a la Muerte Blanca, así como el hecho de que actualmente tiene a un matón reteniendo a su hijo como rehén en el hospital. Mientras Lemon y Tangerine buscan el maletín perdido, el hijo de White Death es asesinado de la misma manera que los invitados a la boda de Wolf.
Ladybug le ofrece el maletín a Lemon a cambio de bajarse del tren. Lemon sospecha que Ladybug mató al hijo de White Death, lo que lleva a una pelea en la que Lemon queda inconsciente. El Príncipe y Yuichi encuentran el maletín y esta prepara una trampa con explosivos para matar a la Muerte Blanca cuando lo abra. Ladybug se encuentra con Tangerine y lo echa del tren, pero Tangerine logra volver a subir a bordo. Un Lemon sospechoso dispara y hiere a Yuichi, pero se derrumba después de beber de una botella de agua que Ladybug había enriquecido anteriormente con una droga para dormir. El Príncipe le dispara a Lemon y lo esconde a él y a Yuichi en un baño. Ladybug se encuentra con otro asesino: el "Avispón", que envenenó al hijo de la Muerte Blanca y a la fiesta de bodas del Lobo con boomslang veneno. Después de una lucha, Ladybug inyecta a Hornet su propio veneno, luego usa su antiveneno en sí mismo, causándole la muerte. Tangerine se encuentra con el Príncipe y se da cuenta de que le disparó a Lemon, pero Ladybug ataca antes de que él pueda dispararle, matando a Tangerine con su propia arma. Creyendo que el Príncipe es inocente, Ladybug accede a protegerla.
El padre de Yuichi, el "Anciano", sube al tren y ve que el Príncipe está mintiendo. Después de que ella huye, el Anciano le dice a Ladybug que está buscando venganza contra la Muerte Blanca, quien mató a su esposa mientras se apoderaba de la Yakuza. Descubren que Yuichi y Lemon todavía están vivos, y los cuatro trabajan juntos para enfrentar a la Muerte Blanca. En Kioto, Ladybug le da el maletín a la Muerte Blanca. El Príncipe, que se revela como la hija separada de la Muerte Blanca, intenta incitarlo a dispararle con el arma manipulada de Yuichi, pero falla, diciéndole a ella que siempre la ha visto pero no forma parte de su plan. La Muerte Blanca explica que cada asesino en el tren, así como su propio hijo (quien fue asesinado por su arreglo), fueron responsables de alguna manera por la muerte de su esposa (a excepción de Ladybug, quien estaba reemplazando a otro agente). , y que los contrató a todos con la esperanza de que se mataran entre ellos. Los secuaces de la Muerte Blanca abren el maletín atrapado, que explota y tira a Ladybug de vuelta al tren. White Death y sus secuaces restantes abordan y luchan contra los asesinos. Su lucha hace que el tren se salga de control y se estrelle contra el centro de Kioto. Emergiendo de los restos del naufragio, White Death (que es fatalmente herida por Elder) intenta dispararle a Ladybug, pero es asesinada por el arma manipulada,  debido a que el Príncipe le implantó una bomba tiempo atrás. El Príncipe amenaza a Ladybug, Yuichi y el Anciano con una ametralladora, pero es atropellada y asesinada por un camión conducido por Lemon, vengando la muerte de Tangerine en el proceso. María, la cuidadora de Ladybug, llega para recuperarlo mientras él celebra que finalmente se bajó del tren bala.
En una escena poscréditos, en la escena donde Lemon se lanza del tren para sacrificarse cayendo a un río pero que en realidad sobrevivió al caer al agua mientras protegía a Ladybug, quien después el asesino también sobrevivió pero Lemon lo mata y cuando llega a la carretera en donde se encuentra un camión de mandarinas y quien se dirige a Kioto y en ese momento mata a Principe.

## Reparto
- Brad Pitt como Ladybug (Catarina en Hispanoamérica y Mariquita en España) ; un mercenario estadounidense experimentado pero desafortunado.
- Joey King como Príncipe; una joven mercenaria que finge ser una colegiala británica.
- Aaron Taylor-Johnson como Mandarina; un asesino británico y hermano de "Limón".
  - Miles Marz como el joven Mandarina.
- Brian Tyree Henry como Limón; un asesino británico y hermano de "Mandarina", tiene una extraña fijación con Thomas y sus amigos.
  - Joshua Johnson-Payne como el joven Limón.
- Andrew Koji como Yuichi Kimura / El Padre; un miembro japonés de la organización de la Muerte Blanca que se ve obligado a cooperar con Príncipe.
  - Parker Lin como el joven Yuichi.
- Hiroyuki Sanada como El Anciano; ex Yakuza y padre de Yuichi. 
  - Yoshi Sudarso[2] como El Anciano joven.
- Michael Shannon como Muerte Blanca; el capo ruso que superó a un grupo Yakuza de Minegishi.
- Bad Bunny como Lobo; un asesino mexicano y antiguo capo de un cartel de la droga.
  - Ian Martinez como Lobo joven.
- Sandra Bullock como María; contacto, manejadora de Mariquita y su mayor apoyo.
- Zazie Beetz como El Avispón; una asesina alemana especializada en venenos y disfraza de mascota.
- Logan Lerman como El Hijo; el hijo de Muerte Blanca que fue secuestrado antes de los eventos de la película.
- Masi Oka como revisor del tren; que persigue al protagonista porque no tiene billete.
- Karen Fukuhara como la azafata; encargada de administrar dulces a los pasajeros; ella es noqueada por Aguijón.
- Famke Janssen como la esposa de Muerte Blanca; la amada mujer de la Muerte Blanca que resultó asesinada en un fatídico atentado.
- Channing Tatum en un cameo como un pasajero del tren.
- Andrea Muñoz en un cameo como la amada esposa de Lobo, asesinada en su propia boda.
- Ryan Reynolds en un cameo como Carver, el agente al que Mariquita sustituye.

## Producción
En junio de 2020 se anunció que Sony Pictures contrató a David Leitch para dirigir la adaptación de la novela de Kotaro Isaka. Brad Pitt fue anunciado como protagonista al mes siguiente. Joey King entró en negociaciones para tener un papel de reparto a "nivel de cameo". En septiembre, Andrew Koji se unió al reparto, y en octubre lo hicieron Aaron Taylor-Johnson y Brian Tyree Henry. En noviembre de 2020, Zazie Beetz, Masi Oka,  Michael Shannon, Lady Gaga, Logan Lerman y Hiroyuki Sanada se unieron al reparto. En diciembre, Leitch reveló que Karen Fukuhara se había unido al reparto, y que Jonathan Sela sería el director de fotografía.
La producción para Bullet Train comenzó en octubre de 2020 en Los Ángeles, durante la pandemia de COVID-19. El rodaje comenzó el 16 de noviembre de ese año, y finalizó en marzo de 2021. Los productores construyeron 3 vagones de tren completos y se colgaron pantallas LED con imágenes de video del campo japonés fuera de las ventanas del set del tren para ayudar a los actores a sumergirse.  El coordinador de especialistas Greg Rementer dijo que Pitt realizó el 95 por ciento de sus propias acrobacias en la película.

## Estreno
Bullet Train estaba originalmente programada para ser estrenada el 8 de abril de 2022, antes de retrasarse hasta el 15 de julio de 2022. de nuevo al 29 de julio, y luego al 4 de agosto. Tuvo su estreno mundial en el Grand Rex en París, Francia el 18 de julio de 2022.
La película se estrenó en formato digital el 27 de septiembre de 2022, mientras que el Blu-Ray, 4K UHD y DVD se lanzarán el 18 de octubre de 2022.

## Recepción
Bullet Train recibió reseñas generalmente mixtas de parte de la crítica y positivas de parte de la audiencia. En el sitio web especializado Rotten Tomatoes, la película posee una aprobación de 53 %, basada en 326 reseñas, con una calificación de 5.6/10 y con un consenso crítico que dice: «El elenco colorido y la acción de alta velocidad de Bullet Train son casi suficientes para mantener las cosas en marcha después de que la historia se descarrila». De parte de la audiencia tiene una aprobación de 77 %, basada en más de 10 000 votos, con una calificación de 3.9/5.
El sitio web Metacritic le dio a la película una puntuación de 49 de 100, basada en 61 reseñas, indicando «reseñas mixtas o promedio». Las audiencias encuestadas por CinemaScore le otorgaron a la película una B+ en una escala de A+ a F, mientras que en el sitio IMDb los usuarios le asignaron una calificación de 7.3/10, sobre la base de 201 854 votos. En la página web FilmAffinity la cinta tiene una calificación de 6.7/10, basada en 13 318 votos.

## Representación de raza en casting
La elección de varios actores no asiáticos, incluidos Brad Pitt y Joey King, provocó acusaciones de blanqueo ya que sus personajes eran japoneses en la novela de Kōtarō Isaka. David Inoue, director ejecutivo de la Liga de ciudadanos japoneses estadounidenses, criticó el reparto y explicó que, si bien los actores estadounidenses habrían sido apropiados si el escenario se cambiara a los Estados Unidos, los cineastas utilizaron el escenario japonés de la novela y mantuvieron a los personajes japoneses en el fondo de la película, reforzando las acusaciones de blanqueo. Inoue también cuestionó la alianza de los actores con la comunidad asiática por aceptar a sabiendas papeles blanqueados y criticó aún más la película por promover la «creencia de que los actores asiáticos en los papeles principales no pueden llevar a cabo un éxito de taquilla», a pesar de los éxitos recientes de películas dirigidas por asiáticos como Crazy Rich Asians (2018) y Shang-Chi y la leyenda de los Diez Anillos (2021).
A pesar de haber sido elegida para la película, King dijo anteriormente: «No creo que una mujer blanca deba interpretar a un personaje de color. Ni yo ni ninguna otra mujer blanca». Eric Francisco de Inverse escribió: «A menos que hayas visto los carteles de personajes individuales, es poco probable que pienses que Bullet Train en realidad está protagonizada por algún talento asiático. Hollywood supuestamente no "No elijo protagonistas asiáticos porque no son estrellas, pero la verdad es que no son estrellas porque Hollywood no elegirá protagonistas asiáticos. ¿Cómo puede el público emocionarse por comprar entradas para ver actores asiáticos cuando su existencia en una película es apenas reconocido?"
Cuando se le preguntó sobre el reparto, Isaka defendió la película y describió a sus personajes como "étnicamente maleables", manteniendo que su entorno y contexto japoneses originales eran irrelevantes ya que "no eran personas reales, tal vez ni siquiera sean japoneses". El presidente de Sony Pictures Motion Picture Group Sanford Panitch resaltó los puntos de vista de Isaka para defender el reparto y aseguró que la película honraría el "alma japonesa" de la novela al mismo tiempo que ofrece la oportunidad de elegir a grandes estrellas y adaptarla en un "escala global". El guionista de Bullet Train, Zak Olkewicz, argumentó que la decisión de seleccionar más allá de los actores japoneses o asiáticos demostró "la fuerza del trabajo [de Isaka]", ya que era una historia que podía "trascender la raza". El director David Leitch señaló que se habían llevado a cabo discusiones durante la preproducción para cambiar el escenario de la película, pero finalmente se decidió mantener la ubicación original de Isaka Tokio debido a su atractivo internacional. Jana Monji de AsAm News destacó la subrepresentación y la tergiversación de los asiáticos en la película y respondió al comentario de Leitch: "Eso suena como si el privilegio blanco proporcionara una excusa para la exclusión".
Francisco mencionó que el autor japonés y la mayoría de las audiencias en Asia "disfrutan de su propia industria cinematográfica nacional y van a Hollywood por el espectáculo de los extranjeros", señalando las diferencias entre los asiáticos en Asia y los asuntos asiático-americanos.  Guy Aoki, presidente fundador de Media Action Network for Asian Americans, criticó la declaración de Isaka: "¿No son TODOS los personajes de una novela ficticia 'no son personas reales'?... Qué venta más vergonzosa. Supongo que está más interesado en contar el dinero que está obtener por vender su trabajo (y su alma) a Hollywood y esperar secuelas". También pensó que el comentario de Leitch también era una excusa para la "cansada práctica de Hollywood de explotar material de origen asiático, dejando fuera a la mayoría de los asiáticos y calificando el casting de actores blancos, negros y latinos como un triunfo de la diversidad". Continuó: "Desafortunadamente, las personas en los países asiáticos están acostumbradas a ver películas con elencos exclusivamente asiáticos, por lo que cuando las propiedades de origen asiático se convierten en películas de gran presupuesto, les resulta refrescante ver estrellas blancas, negras y latinas en ellas". , sin importarles que el contenido asiático o la cultura del original hayan sido casi abandonados. Por el contrario, los asiático-estadounidenses, que todavía tienen hambre de ser vistos, escuchados y entendidos en su propio país, lo perciben como un blanqueo. "